# Papillon (boek)
Papillon (Nederlands: Vlinder) is een Franse semi-autobiografische roman geschreven door Henri Charrière verschenen in 1969. Het boek is in 1973 verfilmd met dezelfde titel (Papillon).
De roman beschrijft avontuurlijke gebeurtenissen in de periode 1931-1945 in Frans Guyana, de Caribbean, Venezuela en Colombia. 
Henri Charrière wordt door zijn vrienden in Montmartre Papillon genoemd. Papillon wordt (naar eigen zeggen onterecht) veroordeeld voor moord door valse getuigenissen en krijgt een levenslange gevangenisstraf in Frans-Guyana, Saint-Laurent-du-Maroni en het beruchte Duivelseiland (Île du Diable). Hij is vastberaden te ontsnappen, maar zijn eerste pogingen mislukken. Als straf wordt hij naar een gevangenis verplaatst waar bijna nog nooit iemand van ontsnapt is. Hij tracht uiteindelijk negen keer te ontsnappen waarbij de laatste poging slaagt, hij ontsnapt van een eiland op een zak kokosnoten. Op een van zijn ontsnappingen verblijft hij enkele maanden bij een Indianendorp waarbij hij twee kinderen verwekt bij twee Indiaanse zussen.
Het boek is een bundeling van verhalen van de medegevangenen van Charrière en niet het levensverhaal van de schrijver, hoewel hij dat wel zo heeft doen voorkomen.
Het boek is in 1973 verfilmd met dezelfde titel (Papillon). Van deze film kwam in 2017 een remake uit.
In 1972 kwam het vervolg op Papillon uit met de titel Banco.